# Gaylussite

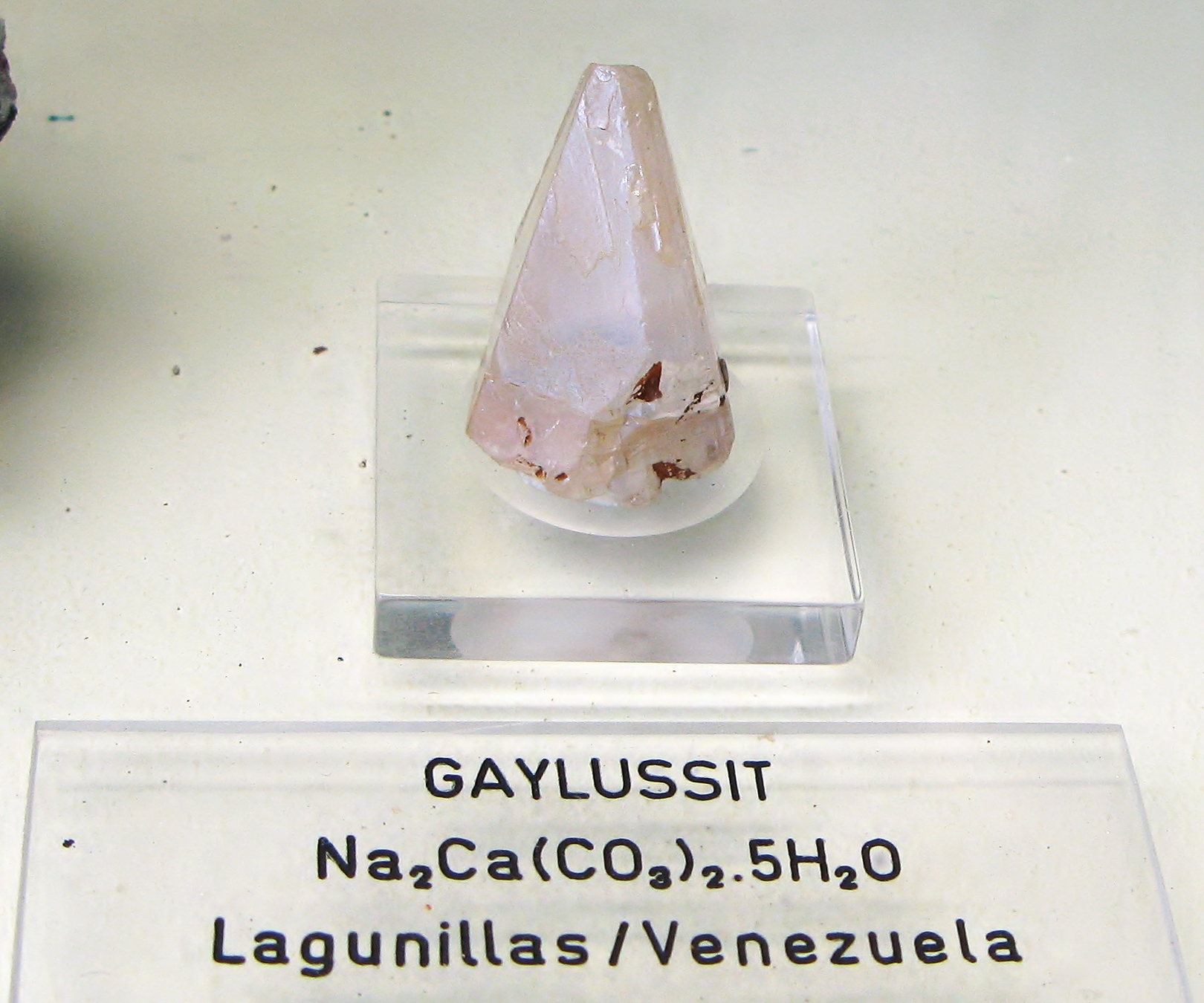
Vieille Gaylussite de Lagunillas, au Musée de Bonn

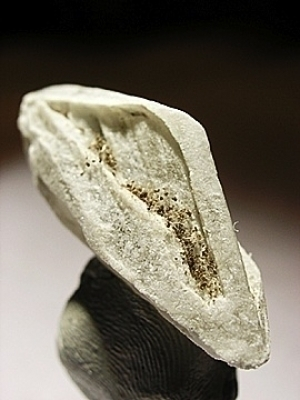
Gaylussite, Lac Searles, Californie

La gaylussite ou gay-lussite correspond à un carbonate naturel de calcium et de sodium pentahydraté, de formule chimique Na2Ca(CO3)2 • 5 H2O. Ce minéral  de maille monoclinique, fragile, assez rare est typique des roches évaporites ou des lacs alcalins : il apparaît sous forme de cristaux prismatiques, translucide et vitreux, en épieux pseudo-octaédrique, ou plus souvent encore sous forme de poudre ou de masse blanche, parfois grise à jaunâtre.

## Géotype et dénomination
Le minéral aurait été décrit à partir des échantillons des dépôts lacustres des Lagunillas, à 80 km au sud-est de Mérida, au Venezuela, et nommé par le chimiste et cristallographe Jean-Baptiste Boussingault en 1826 en l'honneur du chimiste français Louis Joseph Gay-Lussac.

## Propriétés
Soumis à des aléas météorologiques même modérés (pluie), les cristaux de gaylussite se désagrègent en calcite et solution de soude. À l'air libre aussi le minéral se désagrège lentement même à froid, avec efflorescence (plus rapidement à chaud). Un dessèchement modéré laisse des couches de pirssonite Na2Ca(CO3)2 • 2 H2O en surface.
La gaylussite est soluble dans les acides, et bouillonne dans l'acide chlorhydrique HCl. Elle est légèrement soluble dans l'eau. 
Elle est luminescente de couleur blanc crème, également fluorescente en bleu faible aux UV long.

## Gîtologie et gisements
Les gisements de gaylussite sont assez rares. Elle est associée au natron, au borax et à la calcite, mais aussi au trona, à la thermonatrite, à la nahcolite, à l'analcime, à la pirssonite et à la northupite, à la shortite et à la villiaumite. Il faut souvent, en l'absence de beaux cristaux, recourir à des techniques optiques ou cristallographiques pour distinguer efficacement ces minéraux.

### Dépôts d'évaporites
La genèse est assez commune dans les argiles des lacs alcalins. Ce n'est généralement pas une évaporite marine. Mais c'est une évaporite typique et actuelle de lacs salés ou saumâtres endoréiques, où elle apparaît avec le natron, le borax et le trona.
Une visite dans l'Ouest américain permet d'observer ce minéral. En Californie, les dépôts d'évaporites des régions du lac Borax, du lac County et du lac China, du comté de Kern, du lac Searles (en) près de Trona dans le comté de San Bernardino, du Deep Spring et du lac Owens dans le comté d'Inyo et du lac Mono en contiennent. Il est présent aussi en gisement assez massif près de Ragtown dans le Nevada et d'Independence Rock au Wyoming.
Dans les épaisses formations argileuses de la Green River Formation, dans le Wyoming, États-Unis, la gaylussite est associée à la shortite, à la northupite, à la pirssonite et au trona. 
En Asie, le lac Lonar en Inde ou les déserts alcalins de Mongolie (déserts de Gobi) dévoilent de beaux cristaux. Les lacs salés ou alcalins d'Afrique orientale en contiennent des gisements.
De grands cristaux remarquables peuvent être observés dans les sables du Namib.

### Autres lieux typiques
On l'y trouve aussi, mais beaucoup plus rarement, en petites veinules dans les roches ignées.
À Helensburg, en Écosse, il existe de longs cristaux de gaylussite pseudo-métamorphosés en calcite brune. 
Dans le massif du Khibiny, en Russie, elle est associée communément à la thermonatrite, à la shortite, à la villiaumite, à la biotite dite ferreuse, à la pectolite, au feldspath potassique, à l'aegirine.

### Esquisse de répartition géographique

#### Afrique du Sud
- On Zoutpan Farm, à 40 km au nord-ouest de Pretoria, état du Transvaal

#### Antarctique
- Autour du volcan Erebus, Terre de Victoria

#### États-Unis
- Californie
  - Lac Mono, comté de Mono
  - Lac Borax, comté de Lake
  - Lac Deep Spring, comté d'Inyo
  - Lac China, comté de Kern
  - Lac Searles, comté de San Bernardino
- Nevada
  - Plusieurs dépôts d'évaporites du désert Carson, à proximité de Ragtown
- Wyoming
  - Formation géologique longeant la Green River, comté Sweetwater

#### Kenya
- Grands cristaux du lac Amboseli

#### Mongolie
- Lac salé Taboos-nor, désert de Gobi oriental

#### Russie
- Zone d'Olenii Ruchei area, montagne Khibiny

#### Tanzanie
- Lac Eyasi

#### Venezuela

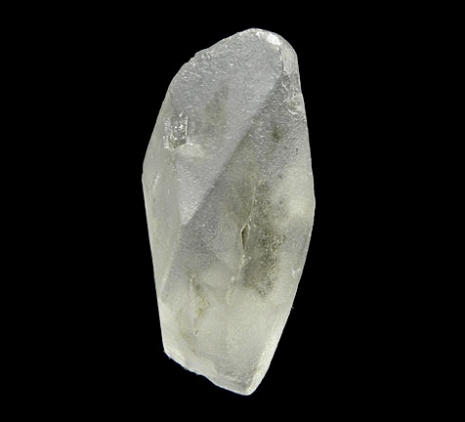
Gaylussite du lac Amboseli, dans le Rift kényan

- Gaylussite du lac Amboseli, dans le Rift kényanLagunillas, sud de la province de Merida